# Єй (аеропорт)
Аеропо́рт «Єй» — аеропорт у місті Єй, Південний Судан.

## Розташування
Аеропорт розташований у місті Єй, яке є центром округу Єй, штат Центральна Екваторія, Південний Судан. Недалеко знаходиться державний кордон з Угандою та Демократичною республікою Конго. Аеропорт знаходиться на північний схід від центрі міста біля траси на Джубу. До центрального аеропорту країни Джуба 135 км.

## Опис
Аеропорт знаходиться на висоті 831 метрів (2 726 футів) над рівнем моря, і має одну ґрунтову злітно-посадочну смугу, довжина якої невідома.

## Авіакомпанії і напрямки
Аеропорт пов'язаний регулярним авіасполученням з аеропортом Джуба. Рейси виконує авіакомпанія Авіалінії Південного Судану. Авіакомпанія Eagle Air виконує рейс до Міжнародного аеропорту Ентеббе в Уганді.